# Гундихаузен
Гундихаузен (нем. Gundihausen) — район общины Фильсхайм в Германии, в Республике Бавария.
Приходская деревня (Pfarrdorf) Гундихаузен расположен в правительственном округе Нижняя Бавария в районе Ландсхут на государственной дороге 2054 (der Staatsstraße 2054) примерно в двух километрах к востоку от Фильсхайма. Население в 1987 году составляло 95 человек.

## История
Гундихаузен считается одним из самых старых баварских городов. Своим названием он обязан основателю Хофмарка Гундвихе (Gundwihe), который также считается строителем первой церкви, которая, по неподтвержденным данным, была открыта в 742 году. Первое документальное упоминание можно найти только в 1050 году в традиционном кодексе коллегиального монастыря св. Кастула  в Моосбурге в качестве пожертвования. Название в его первоначальном значении «Gundiwighusin» (рядом с домами Gundwihe) должно было со временем претерпеть некоторые изменения из-за диалекта: Gumweghusen (1315 г.), Gundlhausen, Gumihausen, Gundehausen.
Гундихаузен подчинялся муниципалитету Райхерсдорфа. С первым муниципальным указом 1808 г. включен в налоговый округ Райхерсдорф и со вторым муниципальным указом 1818 г. муниципалитет Райхерсдорф включен в район Ландсхут . В 1900 году название общины было изменено на «Gemeinde Gundihausen». Ранее независимые муниципалитеты Фильсхайм, Гундихаузен и Мюнхсдорф были объединены в нынешний муниципалитет Фильсхайм в ходе муниципальной реформы 1978 года.

## Достопримечательности
Католическая приходская церковь Девы Марии — трехнефная церковь в стиле поздней готики, созданная по образцу Церкви Святого Йодока в Ландсхуте, датируется второй половиной 15 века. В величественном главном алтаре в стиле барокко конца 17 века находится готическая резная фигура Марии около 1500 года. Образ чудотворной Богородицы сделал Гундихаузен одним из самых известных мест паломничества в Нижней Баварии.

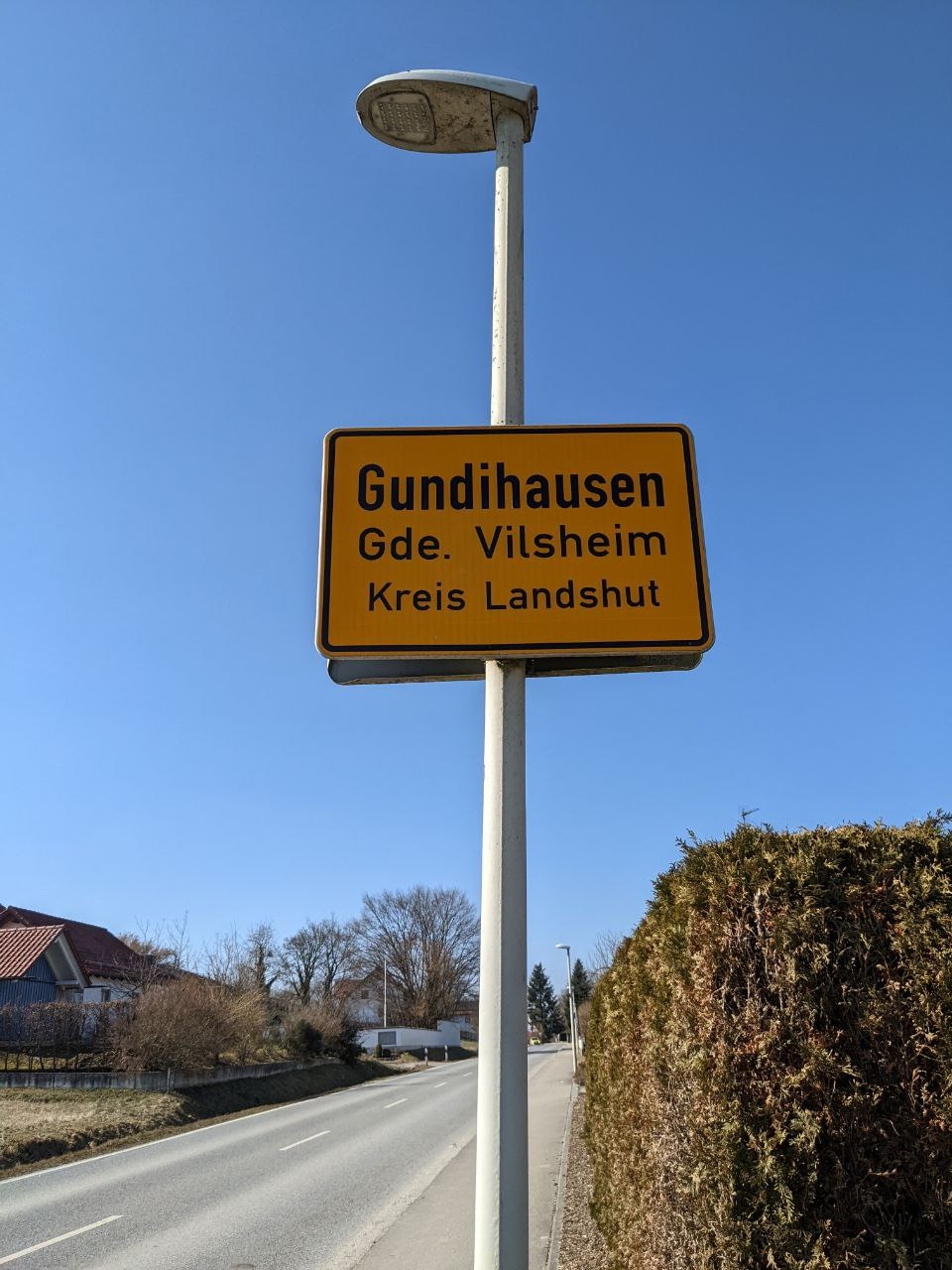
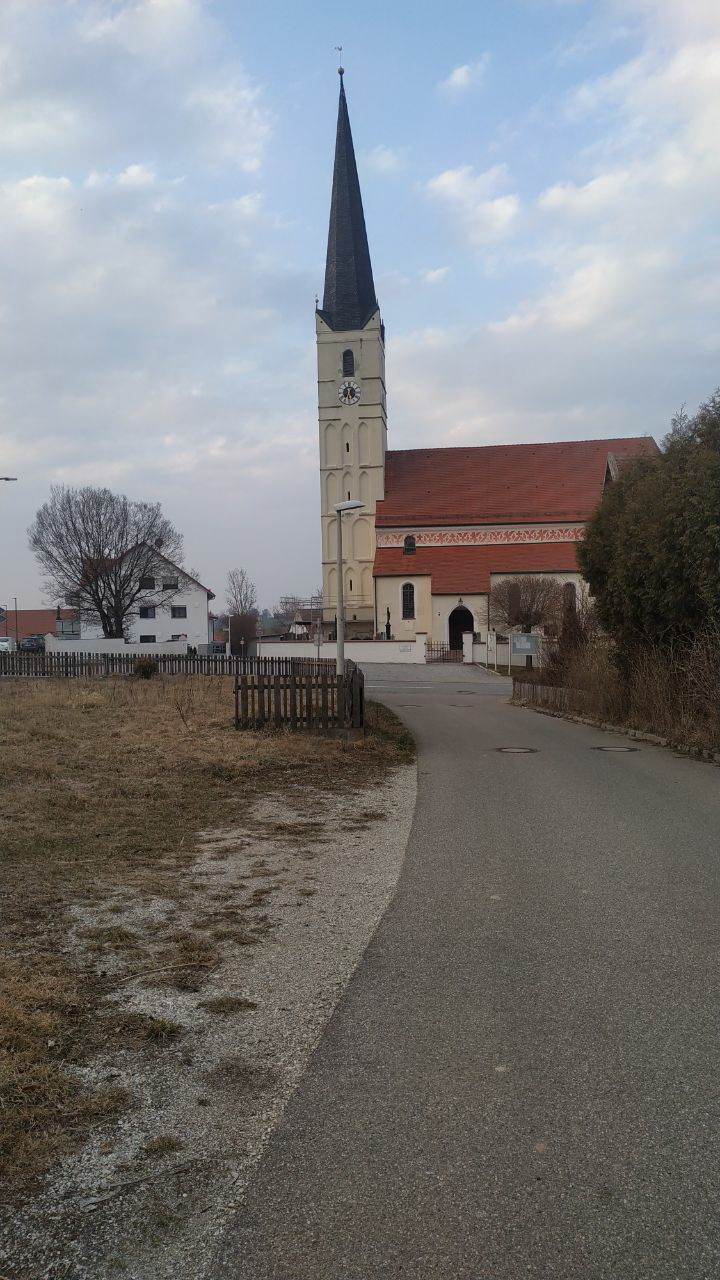